# Ferreiros (Paradela)
Ferreiros (llamada oficialmente Santa María de Ferreiros) es una parroquia y una aldea española del municipio de Paradela, en la provincia de Lugo, Galicia.

## Organización territorial
La parroquia está formada por once entidades de población, constando nueve de ellas en el nomenclátor del Instituto Nacional de Estadística español:
- A Eirexe
- Caraba
- Delle
- Ferreiros
- Fruxinde
- Mirallos
- O Couto
- Parede (A Parede de Delle)
- Pena (A Pena)
- San Cristobo (San Cristovo)
- Veiga

## Demografía

### Parroquia
| Gráfica de evolución demográfica de Ferreiros (parroquia) entre 2000 y 2020 |
|                                                                             |
| Datos según el nomenclátor publicado por el INE.                            |

### Aldea
| Gráfica de evolución demográfica de Ferreiros (aldea) entre 2000 y 2020 |
|                                                                         |
| Datos según el nomenclátor publicado por el INE.                        |